# State Oil Marketing Organization
Pour les articles homonymes, voir Somo.

La SOMO (State Oil Marketing Organization) est l'agence étatique chargé de la commercialisation du pétrole irakien. Elle est rattachée au Ministère du pétrole de l'Irak, le Ministry of Oil (MoO).

## Activité
SOMO, la State Oil Marketing Organization, est l'une des plus importantes sociétés irakiennes dans le domaine du pétrole, sinon par sa taille (ses effectifs sont réduits), du moins par son rôle. Elle est en effet la seule autorisée à conclure des contrats de vente portant sur le pétrole brut et des contrats de commercialisation de produits pétroliers.
En l'absence d'entreprises privés chargées de la commercialisation et de la distribution du pétrole, la SOMO, qui agit en tant qu'agence quasi indépendante, la SOMO est responsable de l'importation en Irak et de la distribution des produits raffinés, qu'ils aient été raffinés à l'étranger ou localement. Elle s'appuie pour cela sur les installations de stockage et les stations services de l’État irakien. 
La SOMO est spécialisée dans la commercialisation du pétrole brut irakien (le Basrah Light et les pétroles bruts de Kirkuk). Les exportations sont faites au travers d'un certain nombre de terminaux pétroliers comme ceux de Bassorah, de Khor al-Amaya ou encore de Ceyhan. La SOMO est également chargé de l'exportation de produits dérivés du pétrole, tout en assurant la couverture des besoins du marché interne irakien en essence, gazole ou kérosène.

## Historique
Aux termes de la résolution 986 du Conseil de sécurité des Nations unies de 1995, définissant le cadre du programme d'échange « Pétrole contre nourriture » mis en place avant la guerre d'Irak, la SOMO négocie avec des sociétés internationales pour vendre le pétrole irakien, mais tous les contrats doivent être supervisés par un groupe d'expert dépendant du Sanctions Committee, le comité de l'ONU chargé de l'application des sanctions contre l'Irak,.
À la suite de la guerre d'Irak en 2003, le fonctionnement de la SOMO a été très perturbé, puisqu'elle a connu six directeurs en l'espace de quelques années, et que le nombre de ses dirigeants capables de s'exprimer en anglais n'était plus que de deux ou trois en 2008.
À la fin d'octobre 2012, British Petroleum et Shell finalisent la négociation de contrats avec la SOMO qui leur permettraient de commercialiser directement du pétrole irakien, BP précisant que le pétrole importé par elle serait destiné au marché américain. Shell pour sa part avait déjà commercialisé du pétrole irakien dans le cadre du programme « Pétrole contre nourriture » mis en place avant la guerre d'Irak de 2003, mais il s'agissait alors de pétrole acheté au travers de compagnies tierces, et non directement à la SOMO.